# Синтаксичний розбір
Синтаксичний розбір — розбір, покликаний виробити уміння аналізувати структуру простого, простого ускладненого і складного речення, розкривати характер синтаксичних зв'язків слів у словосполученні й реченні та синтаксичних відношень, що сприяє розвиткові зв'язного мовлення учнів.

## Речення
Повне воно чи неповне; 
в ускладненому реченні зазначають, чим саме ускладнене (однорідними членами, відокремленими другорядними  членами, вставним словом, словосполученням чи реченням, звертанням). 
Далі аналізують члени речення: підмет, присудок (головний член в односкладному реченні), другорядні члени (додаток, обставина, означення).
Складне речення визначають за будовою (його тип: сполучникове складносурядне чи складнопідрядне, безсполучникове з однотипними чи різнотипними частинами, мішаного типу 
— з сурядністю і підрядністю, безсполучниковим і сполучниковим зв'язком) та вказують, із скількох предикат, частин воно складається.
У складносурядних реченнях визначають синтаксичне відношення між частинами і сполучні засоби. У складнопідрядному — головне і підрядне, синтаксичні відношення між ними, вид підрядного, сполучні засоби, а в реченні з кількома підрядними — тип підрядності (супідрядність, паралельна підрядність, послідовна чи поєднання кількох).
У безсполучникових реченнях з'ясовують синтакс —  відношення між його частинами та особливості інтонації.